# Igor Koroljov
Igor Borisovitj Koroljov (ryska: Игорь Борисович Королёв), född 6 september 1970 i Moskva i Ryska SFSR i Sovjetunionen, död 7 september 2011 utanför Jaroslavl i Ryssland, var en rysk-kanadensisk professionell ishockeyspelare och tränare. Koroljov spelade över 700 matcher för NHL-klubbarna St. Louis Blues, Winnipeg Jets, Phoenix Coyotes, Toronto Maple Leafs och Chicago Blackhawks. Han spelade även i bland annat den ryska ligan KHL.

## Död
Koroljov var den 7 september 2011 ombord på ett passagerarflygplan som kraschade i staden Jaroslavl klockan 16:05 MSK under en flygning mellan Yaroslavl-Tunoshna Airport (IAR) och Minsk-1 International Airport (MHP). Hans lag Lokomotiv Jaroslavl var på väg till en bortamatch i Minsk. Efter att planet lyfte från flygplatsen kunde det inte nå tillräckligt hög höjd och kraschade in i en ledning innan det störtade i floden Volga.

## Extern webbplats
- Presentation och statistik för Igor Koroljov som spelare  på Elite Prospects.